# Khaly Thiam
Khaly Iyane Thiam (ur. 7 stycznia 1994 w Dakarze) – senegalski piłkarz, grający na pozycji defensywnego pomocnika w węgierskim klubie MTK Budapeszt.